# Сенчанский сельский совет
Сенчанский сельский совет (укр. Сенчанська сільська рада) — входит в состав
Лохвицкого района
Полтавской области
Украины.
Административный центр сельского совета находится в 
с. Сенча.

## История
- 1934 — дата образования.

## Населённые пункты совета
- с. Сенча
- с. Лучка
- с. Рудка